# 65.º Prêmio Jabuti
O 65º Prêmio Jabuti foi um evento organizado pela Câmara Brasileira do Livro com o propósito de premiar os melhores livros brasileiros publicados em 2022 em diferentes categorias.

## História
Esta edição do Jabuti passou a contar com a curadoria de Hubert Alquéres. Além disso, passou a contar com uma nova categoria, Escritor Estreante, que faz parte do eixo Inovação. A inscrição nesta categoria é exclusiva para autores que estejam publicando pela primeira vez e impede a inscrição em Romance Literário ou Romance de Entretenimento.

## Personalidade Literária do Ano
Para a homenagem como Personalidade Literária deste ano, foi escolhido o escritor Pedro Bandeira.